# Nożycówka
Nożycówka (Chelostoma) – rodzaj owadów z rodziny miesierkowatych (Megachilidae) z rzędu błonkoskrzydłych. W Polsce stwierdzono 6 gatunków, wszystkie to samotnice z jednym pokoleniem w roku. Pszczoły te są słabo owłosione, samice zbierają pyłek w szczoteczkę na spodzie odwłoka. Większość gatunków jest wyspecjalizowana pokarmowo. Charakterystyczną cechą rodzaju jest wydłużone, walcowate ciało.

## Lista polskich gatunków[5]
- Chelostoma campanularum
- Ch. distinctum
- Ch. florisomne
- Ch. foveolatum
- Ch. rapunculi
- Ch. ventrale